# Drapetisca
Drapetisca Menge, 1866 è un genere di ragni appartenente alla famiglia Linyphiidae.

## Distribuzione
Le cinque specie oggi note di questo genere sono state rinvenute nella regione olartica e in Oceania: la specie dall'areale più vasto è la D. socialis rinvenuta in molteplici località dell'intera regione paleartica.

## Tassonomia

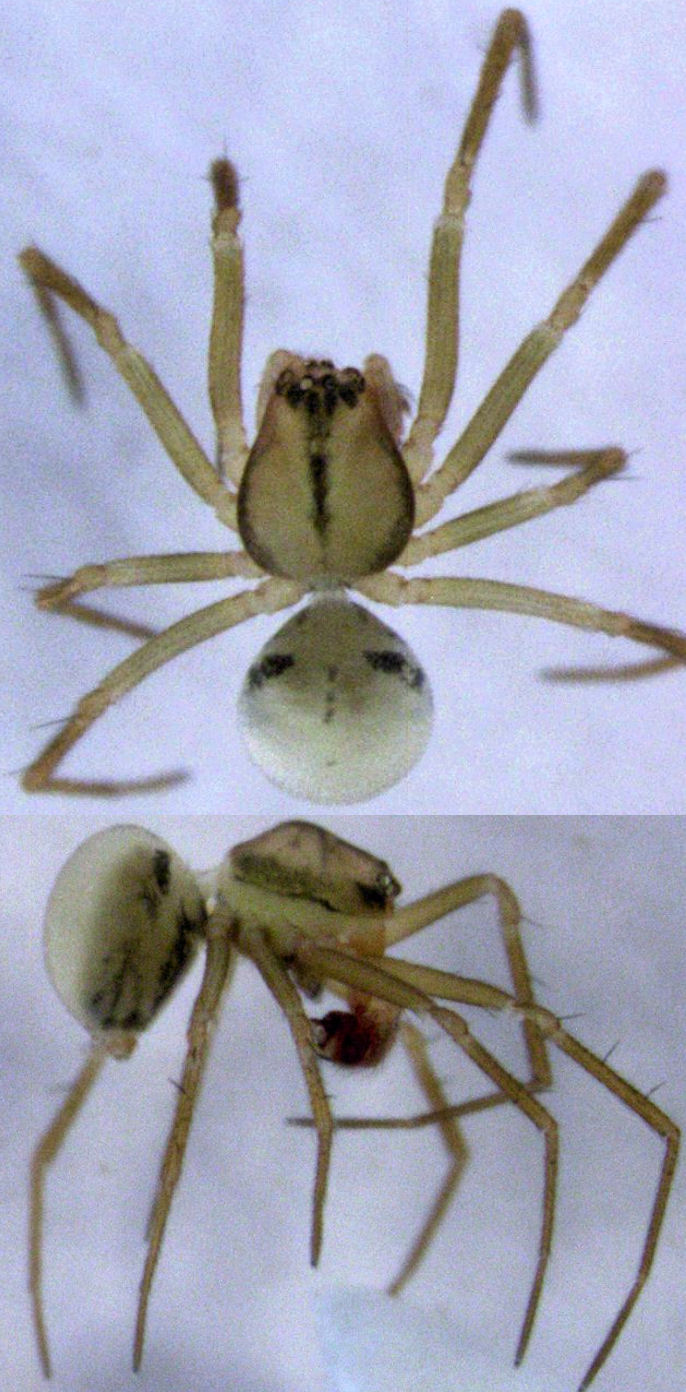
Drapetisca australis, maschio

Non è un sinonimo anteriore di Poeciloneta Kulcziński, 1894, a seguito di un lavoro degli aracnologi Merrett, Locket & Millidge del 1985, contra un antecedente lavoro dello stesso Millidge del 1977.
Dal 2010 non sono stati esaminati esemplari di questo genere.
A dicembre 2012, si compone di cinque specie:
- Drapetisca alteranda Chamberlin, 1909 — USA
- Drapetisca australis Forster, 1955 — Isole degli Antipodi
- Drapetisca bicruris Tu & Li, 2006 — Cina
- Drapetisca oteroana Gertsch, 1951 — USA
- Drapetisca socialis (Sundevall, 1833)[3] — Regione paleartica

### Specie trasferite
- Drapetisca antarctica Hickman, 1939; a seguito di un lavoro dell'entomologa ed aracnologa Tambs-Lyche del 1954, questi esemplari sono assurti al rango di genere monospecifico a sé con la denominazione Ringina antarctica (Hickman, 1939)[1].